# Franco Bontadini
Franco Bontadini (7. leden 1893, Milán, Italské království – 27. leden 1943, Milán, Itálie) byl italský fotbalový záložník.
Narodil se v Miláně a zde také začal hrát fotbal. Nejprve za mládežnický klub Ausonia. V roce 1910 začal hrát za AC Milán. Po jednom roku se rozhodl odejít k městskému rivalu Interu. Zde hrál až do konce kariéry v roce 1920. Získal s ní jeden titul v sezoně 1919/20.
Za reprezentaci odehrál 4 utkání a vstřelil 2 branky. První utkání odehrál proti Finsku (2:3). Byl na OH 1912.

## Hráčské úspěchy

### Klubové
- 1× vítěz italské ligy (1919/20)

### Reprezentační
- 1x na OH (1912)